# Phonapate andriana
Phonapate andriana är en skalbaggsart som beskrevs av Pierre Lesne 1909. Phonapate andriana ingår i släktet Phonapate och familjen kapuschongbaggar. Inga underarter finns listade i Catalogue of Life.